# Ms. Whitman
Ms. Whitman è un singolo della rapper statunitense Bhad Bhabie, pubblicato il 25 febbraio 2025.

## Descrizione
Ms. Whitman, scritto a quattro a mani dalla stessa rapper assieme a Loopy Ferrell, è un diss in risposta a Cry Bhabie (2025) di Alabama, figlia del batterista Travis Barker, ed è basato su un campionamento di Carnival (2024) dei ¥$ e Rich the Kid. Il titolo del brano è un riferimento ad Alabama Whitman, personaggio del film Una vita al massimo (1993).

## Video musicale
Il video, diretto da Apex Visions, è stato reso disponibile in concomitanza con l'uscita del brano attraverso il canale YouTube dell'artista.

## Tracce
Testi e musiche di Danielle Bregoli e Loopy Ferrell.
1. Ms. Whitman – 2:06

## Formazione
- Bhad Bhabie – voce
- LV – produzione
- Christopher "P3B" Green – registrazione
- Donelle "Phyzic" Smith – registrazione
- Young Pepo – registrazione

## Classifiche
| Classifica (2025) | Posizione massima |
| ----------------- | ----------------- |
| Canada            | 67                |
| Grecia            | 80                |
| Irlanda           | 76                |
| Regno Unito       | 76                |
| Stati Uniti       | 56                |